# Waltzing Matilda

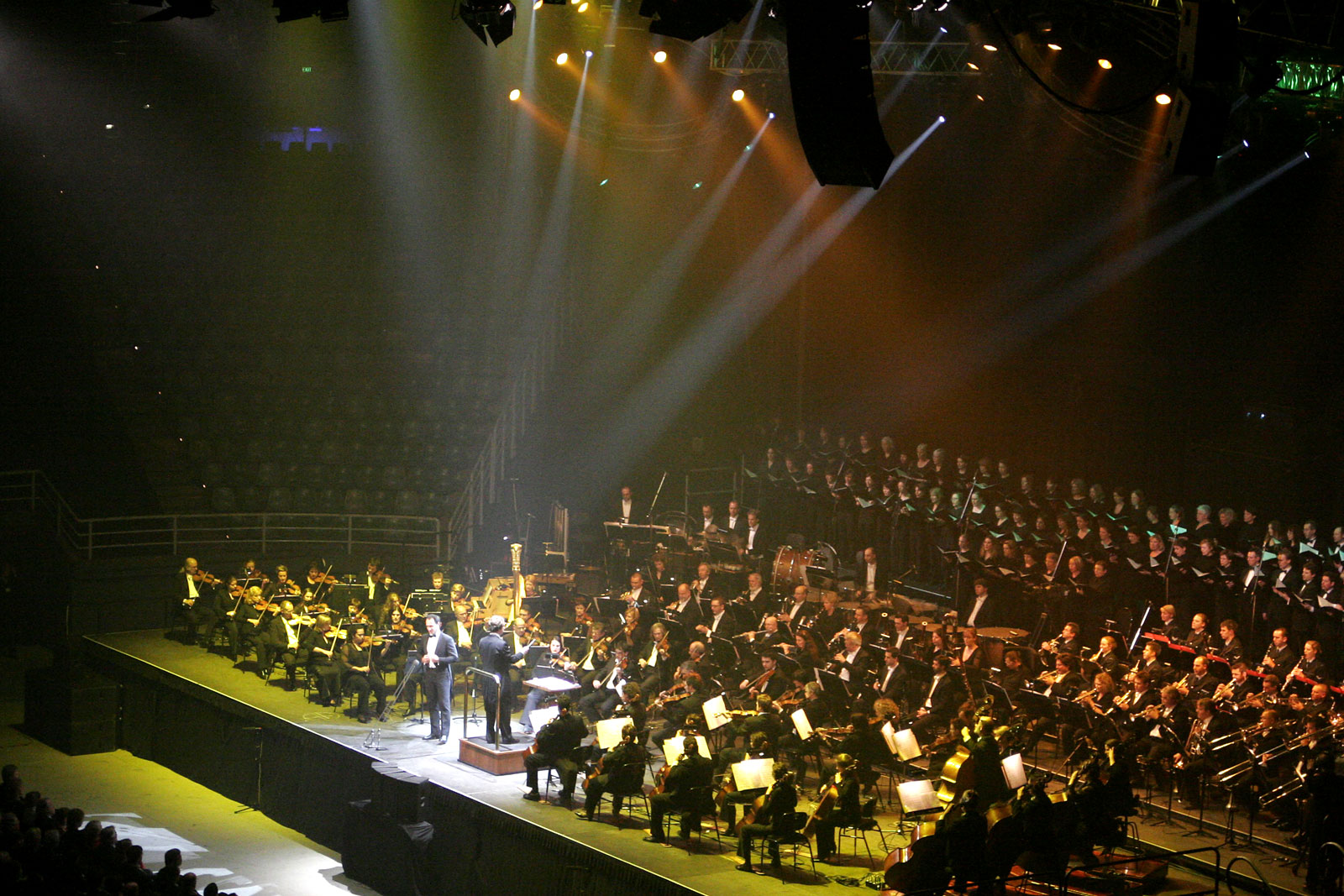
A dalt általában fesztelen környezetben éneklik – a képen 90-tagú zenekar és százfős kórus adja elő

A Waltzing Matilda Ausztrália legismertebb dala, amely annyira népszerű, hogy sok ausztrál szívesen felcserélné vele az „Advance Australia Fair” című hivatalos nemzeti himnuszt. A dal Ausztrálián kívül is jól ismert és a kontinensország egyik jelképének tekintik.
A dal szövegét 1895-ben írta Banjo Paterson, az ausztrálok nemzeti költője. Eredetileg a maitól némileg eltérő dallamra énekelték. A dal erősen folklorizálódott, sok szövegváltozata alakult ki. Népszerűsége olyan mértéket öltött, hogy saját múzeuma is van, a Waltzing Matilda Centre a Queensland államban lévő Wintonban.
A Waltzing Matilda hamar általánosan ismertté vált, már az első világháborúba induló ausztrál katonák is énekelték. Sok ausztrálban ezért, és Erik Bogle 1971-ben született híres háborúellenes dala miatt (And The Band Played Waltzing Matilda) a dal a Gallipoli (Törökország) melletti rohamok óriási ausztrál véráldozatait idézi fel.

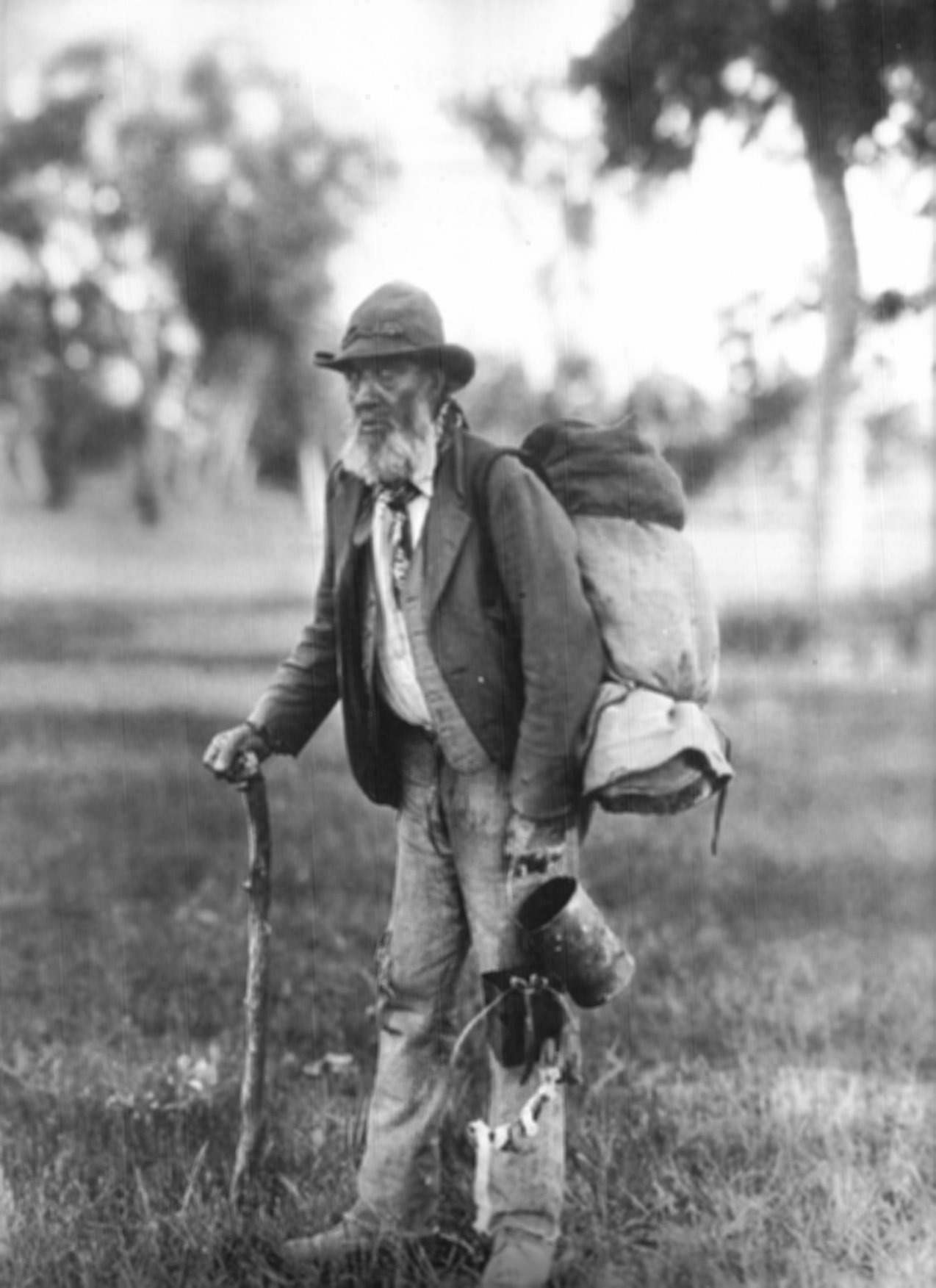
Idős ausztrál vándormunkás („swagman”) fényképe (1901)

A dal elterjedése óta gyakran visszatérő felvetés Ausztráliában, hogy a könnyen énekelhető és megjegyezhető Waltzing Matilda legyen Ausztrália nemzeti himnusza. Dallama alkalmassá tenné, hivatalos körökben azonban szövege miatt valószínűleg nem talál nagy támogatást ez a javaslat. A dal egy vándormunkásról szól (az ausztráliai angol swagman szó a dal keletkezésének idején, a 19. század végén „vándorló mezőgazdasági munkást” jelentett, mai jelentése „csavargó”), aki birkát lop, de a billabongba fojtja magát, amikor nyomára akadnak a rendőrök. Sok ausztrál ennek ellenére is ragaszkodik a javaslathoz. Vannak olyanok, akik kompromisszumként elfogadnák, ha a dallam lenne a himnusz más szöveggel, sokan mások viszont ezt elvetik, azzal az indokkal, hogy a dal karakterét a szövege adja meg.
Az ellenkezés dacára nemzeti dalként a Waltzing Matildát számos nemzetközi sporteseményen   előadták már, például az 1976-os montréali és a 2000-ben tartott sydney-i olimpián. A dal néhány sora hallható Olivia Newton-John Olivia Down Under című tévéműsorában.
A dal szövege zsúfolva van csak Ausztráliában használt szavakkal és szójelentésekkel.

## A Waltzing Matilda eredeti szövege
Paterson szövege
Once a jolly swagman camped by a billabong,
Under the shade of a coolibah tree,
And he sang as he watched and waited ’til his billy boiled
„Who’ll come a-Waltzing Matilda, with me?”:
Waltzing Matilda, Waltzing Matilda
Who’ll come a-Waltzing Matilda, with me
And he sang as he watched and waited ’til his billy boiled,
„Who’ll come a-Waltzing Matilda, with me?”
Along came a jumbuck to drink at the billabong,
Up jumped the swagman and grabbed him with glee,
And he sang as he stowed that jumbuck in his tucker bag,
„You’ll come a-Waltzing Matilda, with me”.
Waltzing Matilda, Waltzing Matilda
Who’ll come a-Waltzing Matilda, with me
And he sang as he stowed that jumbuck in his tucker bag,
„You’ll come a-Waltzing Matilda, with me?”.
Up rode the squatter, mounted on his thoroughbred,
Down came the troopers, one, two, three,
„Whose is that jumbuck you’ve got in your tucker bag?”
„You’ll come a-Waltzing Matilda, with me”.
Waltzing Matilda, Waltzing Matilda
Who’ll come a-Waltzing Matilda, with me
„Whose is that jumbuck you’ve got in your tucker bag?”,
„You’ll come a-Waltzing Matilda, with me?”.
Up jumped the swagman, leapt into the billabong,
„You’ll never catch me alive,” said he,
And his ghost may be heard as you pass by the billabong,
„Who’ll come a-Waltzing Matilda, with me”.
Waltzing Matilda, Waltzing Matilda
Who’ll come a-Waltzing Matilda, with me
And his ghost may be heard as you pass by the billabong,
„Who’ll come a-Waltzing Matilda, with me?”

A.B. 'Banjo' Paterson (1864-1941): Kóbor Matilda
Bozótballada, 1895  (Terebess Gábor fordítása)

Derék vándor  vert tábort egy billabongnál
Kuliba-fa árnyékába ült le szépen,
És dalolt, úgy várta hogy forrjon a pléhbogrács:
„Gyere Matilda, kóborolj vélem.”

Refrén:
Kóbor Matilda, kóbor Matilda
Gyere Matilda, kóborolj vélem
És dalolt, úgy várta hogy forrjon a pléhbogrács:
„Gyere Matilda, kóborolj vélem.”

Kósza birka jött  inni a billabonghoz
Felpattant a vándor és vígan megragadta,
És dalolt, míg a birkát zsákjába rakta:
„Gyere Matilda, kóborolj vélem.”

Refrén:
Kóbor Matilda, kóbor Matilda,
Gyere Matilda, kóborolj vélem
És dalolt, úgy várta hogy forrjon a pléhbogrács:
„Gyere Matilda, kóborolj vélem.”

Tanyásgazda nyargalt telivéren.
Pandúrok is jöttek, egy, kettő, három.
„Kié az a birka, mit a zsákodba dugtál?
Gyere Matilda, kóborolj vélem.”

Refrén:
Kóbor Matilda, kóbor Matilda,
Gyere Matilda, kóborolj vélem
És dalolt, úgy várta hogy forrjon a pléhbogrács:
„Gyere Matilda, kóborolj vélem.”

Beugrott a vándor a mély billabongba.
„El nem fogtok élve soha!” - mondván,
És szelleme susog tán a billabong partján:
„Gyere Matilda, kóborolj vélem.”

Refrén:
Kóbor Matilda, kóbor Matilda,
Gyere Matilda, kóborolj vélem
És dalolt, úgy várta hogy forrjon a pléhbogrács:
„Gyere Matilda, kóborolj vélem.”

Ausztrál tájszótár
bush ballad = bozótballada
to waltz Matilda = tekeregni Matildával, azaz körbejárni matrackával az ausztrál bozótvidéket, batyuval barangolni
swag = málha, batyu, (felgöngyölt) derékalj, úti-ágy, Matilda/matracka
swagman =  batyus vándormunkás, zsellér, béres, vadonjáró, (olykor guberáló-tarháló-lopkodó) csavargó
billabong = holtág, morotva, tó
coolibah tree = kuliba-fa, egyfajta eukaliptusz-fa
billy(can) = pléhbogrács, konzervdobozból drót füllel barkácsolt teaforraló
jumbuck = birka
tucker = élelem
tucker bag = elemózsiás tarisznya, ételzsák, szeredás
squatter = telepes,  tanyásgazda, földfoglaló, jószágtartó nagybirtokos
trooper = zsandár, pandúr